# Turritella

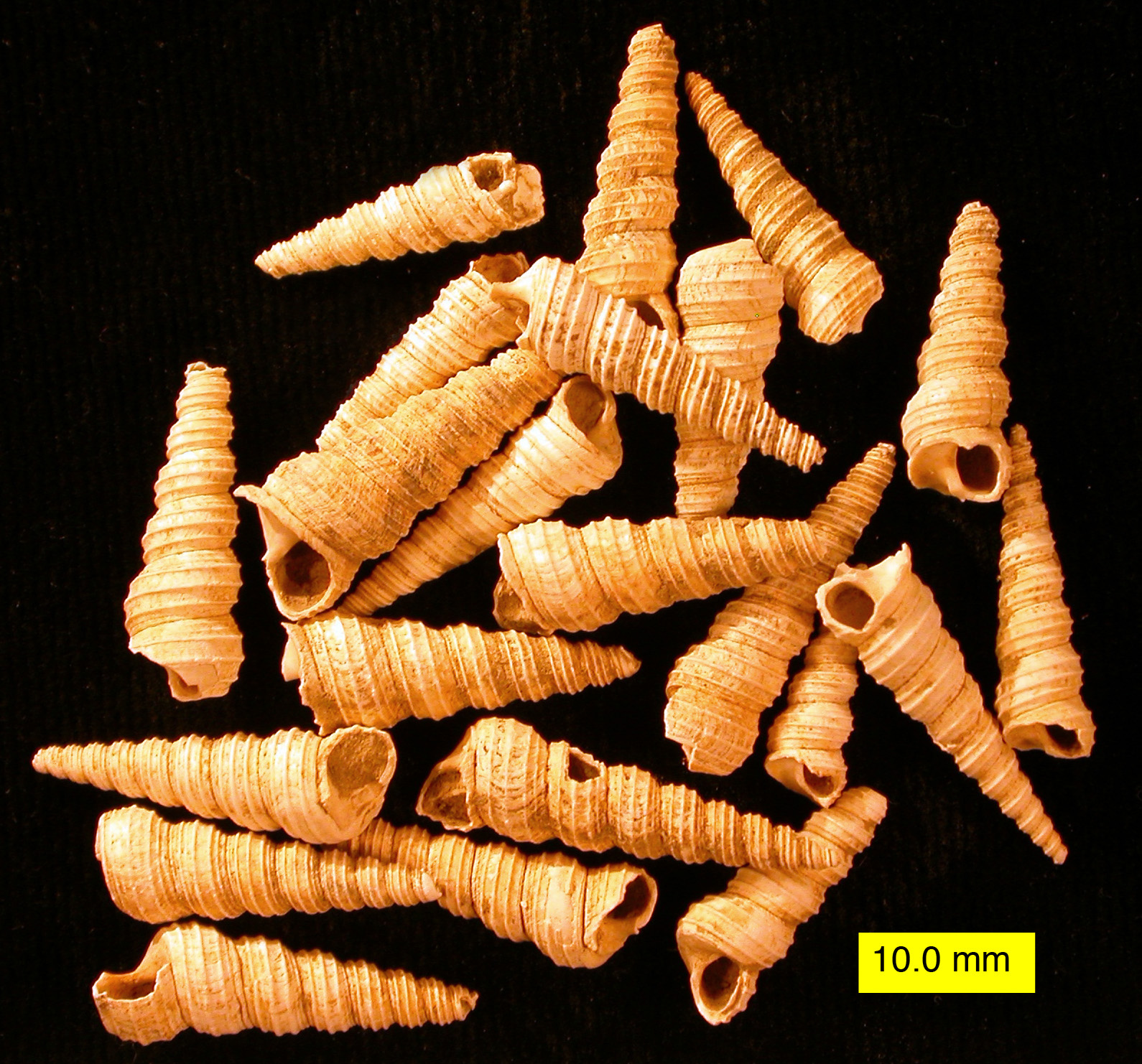
Conchas fósseis de Turritella, do Plioceno do Chipre.

Turritella  é um gênero de moluscos gastrópodes marinhos pertencente à família Turritellidae. Foi classificado por Jean-Baptiste de Lamarck, em 1799 (no texto "Prodrome d'une nouvelle classification des coquilles, comprenant une rédaction appropriée des caractères géneriques, et l'établissement d'un grand nombre de genres nouveaux", publicado nas Mémoires de la Société d'Histoire Naturelle de Paris), e sua espécie-tipo, Turritella terebra, fora descrita por Carolus Linnaeus, em seu Systema Naturae, no ano de 1758. Sua distribuição geográfica abrange os oceanos tropicais e subtropicais da Terra.

## Descrição da concha
Conchas delgadas, em forma de torre, com espiral alta e raramente acima de 10 centímetros de comprimento. Imperfuradas. Com abertura de circular a oval, ou angular; de lábio externo fino e sem canal sifonal. Relevo geralmente bem esculpido, de ranhuras espirais, sobre a superfície da concha. Opérculo córneo, circular, multi-espiral, com cerdas marginais.

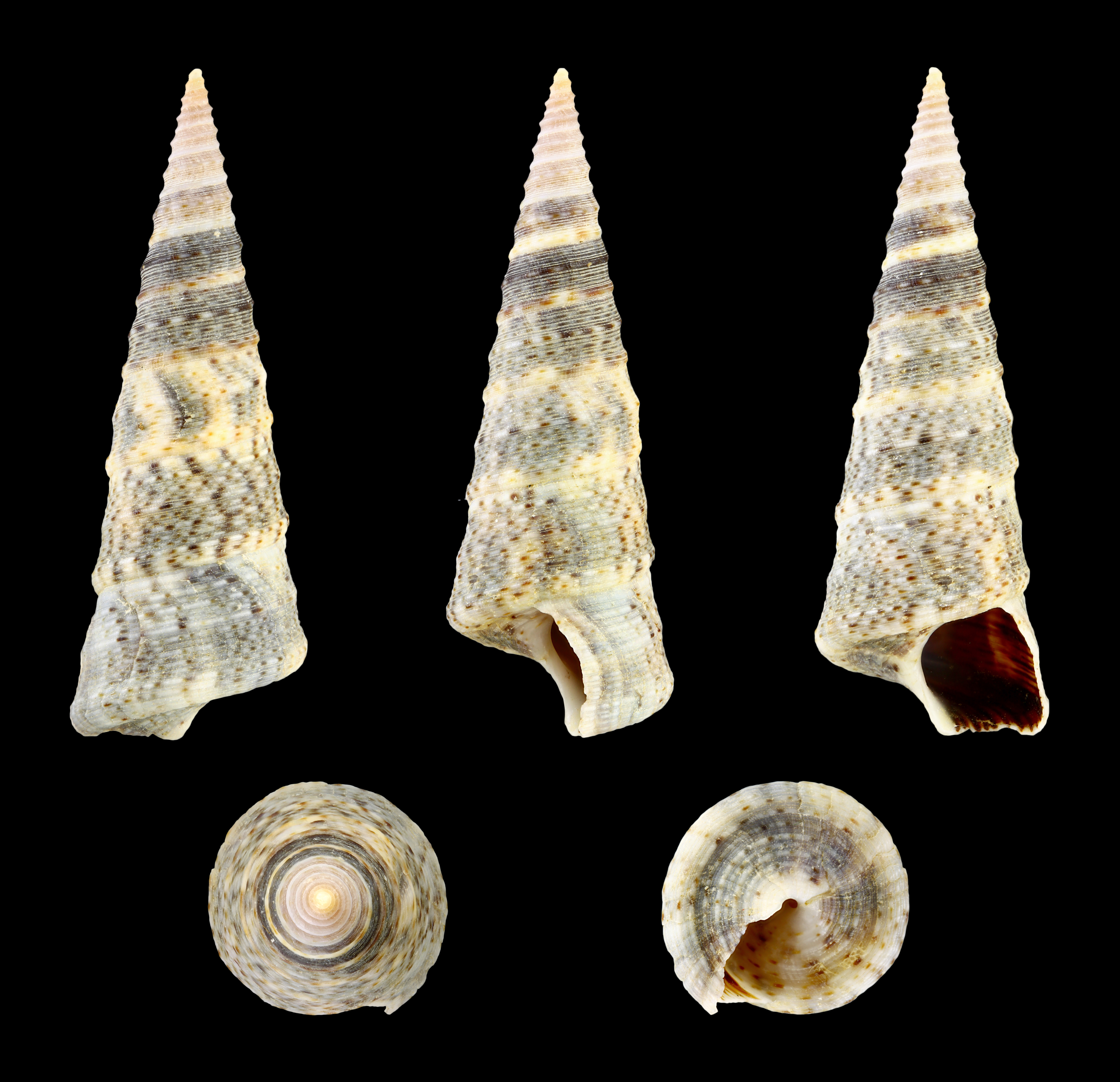
Cinco vistas da concha de Turritella banksii Gray in Reeve, 1849;[1] espécime proveniente de Coclé, Panamá.

## Habitat
Espécies de substratos arenoso-lodosos, gregárias em algas ou se alimentando de detritos, geralmente em profundidades menores que os 100 metros.

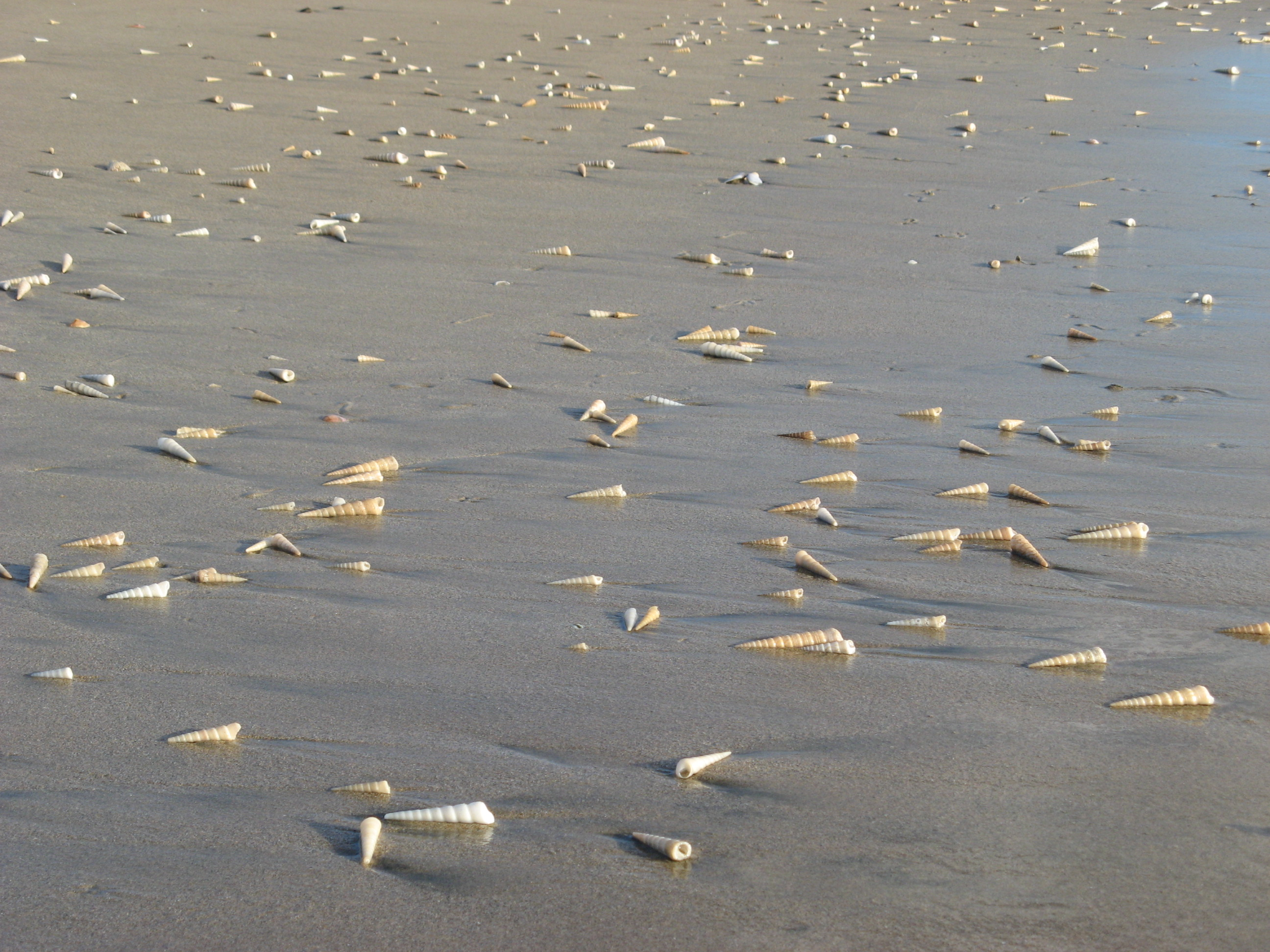
Conchas vazias de gastrópodes marinhos do gênero Turritella em praia da Costa Rica, no Pacífico.

## Denominação
O nome Turritella vem da palavra latina turritus, que significa “turriculado”, mais o sufixo diminutivo -ella; algo como "pequena torre".

## Registro fóssil
Espécimes de Turritella são fósseis relativamente comuns, podendo até mesmo ser encontrados nas paredes de edifícios de Lisboa, em Portugal. O gênero é primeiro reconhecido nos estratos do Cretáceo Superior e ocorre, como um fóssil, em todo o mundo.

## Espécies deTurritella
- Turritella acropora Dall, 1889
- Turritella acutangula (Linnaeus, 1758)
- Turritella alba H. Adams, 1872
- Turritella algida Melvill & Standen, 1912
- Turritella amitava Das, Saha, Bardhan, Mallick & Allmon, 2018 †
- Turritella anactor Berry, 1957
- Turritella annulata Kiener, 1843
- Turritella attenuata Reeve, 1849
- Turritella aurocincta Martens, 1882
- Turritella bacillum Kiener, 1843
- Turritella banksii Gray in Reeve, 1849
- Turritella bayeri (Petuch, 2001)
- Turritella bicingulata Lamarck, 1822
- Turritella binaestriata Kuroda in Ida, 1952
- Turritella brocchii Bronn, 1831 †
- Turritella broderipiana d'Orbigny, 1840
- Turritella caelata Mörch in Dunker, 1858
- Turritella capensis Krauss, 1848
- Turritella captiva Hedley, 1907
- Turritella carinifera Lamarck, 1822
- Turritella chrysotoxa Tomlin, 1925
- Turritella cingulata G. B. Sowerby I, 1825
- Turritella cingulifera G. B. Sowerby I, 1825
- Turritella clarionensis Hertlein & A. M. Strong, 1951
- Turritella cochlea Reeve, 1849
- Turritella columnaris Kiener, 1843
- Turritella communis Risso, 1826
- Turritella congelata Adams & Reeve in Reeve, 1849
- Turritella conoidea Sowerby, J., 1814 †
- Turritella conspersa Adams & Reeve in Reeve, 1849
- Turritella cooperi Carpenter, 1864
- Turritella coreanica Kotaka, 1951
- Turritella cornea Lamarck, 1822
- Turritella couteaudi Mabille & Rochebrune, 1889
- Turritella crenulata Nyst, 1845 †
- Turritella crocea Kiener, 1843
- Turritella decipiens Monterosato, 1878
- Turritella declivis Adams & Reeve in Reeve, 1849
- Turritella dhosaensis Das, Saha, Bardhan, Mallick & Allmon, 2018 †
- Turritella dirkhartogensis (Garrard, 1972)
- Turritella duplicata (Linnaeus, 1758)
- Turritella elachista Mabille & Rochebrune, 1889
- Turritella exoleta (Linnaeus, 1758)
- Turritella fastigiata Adams & Reeve in Reeve, 1849
- Turritella fuscomaculata Bozzetti, 2009
- Turritella gemmata Reeve, 1849
- Turritella gonostoma Valenciennes, 1832
- Turritella halli Tate, 1900 †
- Turritella hastula Reeve, 1849
- Turritella hookeri Reeve, 1849
- Turritella imbricataria Lamarck, 1804 †
- Turritella incisa Brongniart, 1823 †
- Turritella incolor Smith, 1891
- Turritella infraconstricta E. A. Smith, 1878
- Turritella leeuwinensis (Garrard, 1972)
- Turritella lentiginosa Reeve, 1849
- Turritella leucostoma Valenciennes, 1832
- Turritella ligar Deshayes, 1843
- Turritella lindae (Petuch, 1987)
- Turritella lyonsi Garcia, 2006
- Turritella maculata Reeve, 1849
- Turritella marianopsis Petuch, 1990
- Turritella minuta Koch & Dunker, 1837 †
- Turritella monilis Kobelt, 1897
- Turritella natalensis Smith, 1910
- Turritella nebulosa Kiener, 1843
- Turritella nivea Anton, 1838
- Turritella nodulosa King, 1832
- Turritella parkeri McLean, 1970
- Turritella radula Kiener, 1843
- Turritella rubescens Reeve, 1849
- Turritella sanguinea Reeve, 1849
- Turritella striata Anton, 1838 †
- Turritella terebra (Linnaeus, 1758) - Espécie-tipo
- Turritella torulosa Kiener, 1843
- Turritella triplicata (Brocchi, 1814) †
- Turritella trisulcata Lamarck, 1822
- Turritella turbona Monterosato, 1877
- Turritella ungulina (Linnaeus, 1758)
- Turritella variegata (Linnaeus, 1758)
- Turritella vermicularis (Brocchi, 1814) †
- Turritella wareni Ryall & Vos, 2010
- Turritella willetti McLean, 1970
- Turritella yucatecana Dall, 1881[1]